# Le Plessis-l’Évêque
Le Plessis-l’Évêque település Franciaországban, Seine-et-Marne megyében. Lakosainak száma 291 fő (2022. január 1.). Le Plessis-l’Évêque Cuisy, Iverny, Monthyon, Chauconin-Neufmontiers, Le Plessis-aux-Bois és Saint-Soupplets községekkel határos.

## Népesség
A település népességének változása:
| Lakosok száma | 268  | 289  | 299  | 297  | 295  | 292  | 289  | 292  | 291  |
|               | 2013 | 2015 | 2016 | 2017 | 2018 | 2019 | 2020 | 2021 | 2022 |